# (2645) Daphne Plane
(2645) Daphne Plane (1976 QD) – planetoida z grupy pasa głównego asteroid okrążająca Słońce w ciągu 3,7 lat w średniej odległości 2,39 j.a. Odkryta 30 sierpnia 1976 roku.